# P53
p53 er et af de vigtigste proteiner som DNA-bindende, overordnet cellulært regulerende protein, der forhindrer kræftdannelse.  p53 benævnes genomets vogter og kaldes også tumorprotein p53, cellulært tumorantigen p53, tumor suppressor p53, antigen NY-CO-13, phosphoprotein p53 eller transformation-relateret protein 53, TRP53.
p53 er det vigtigste oncoprotein, idet mere end halvdelen af alle kræfttilfælde viser sig at skyldes en eller anden mutation i p53.

## Funktioner
p53 er et af de vigtigste proteiner i hvirveldyrenes organisme på grund af dets mange cellulære funktioner:
- regulering af transskription (proteinsyntese)
- starter af apoptose (celledød)
- response til stress
- regulering af cellecyklus
- immunregulator
- DNA reparation og metabolisme
- epigen regulering

## Proteinstruktur
Navnet p53 er misvisende og skyldes et højt indhold af prolin. Den reelle molekylvægt er 43,7 kDa svarende til 393 aminosyrer. Ud over proteinet i fuld længde kendes mindst 15 isoformer  i størrelse fra 3,5 til 43,7 kDa.
Domæner:
- 1-42/43: surt N-terminalt domæne for aktivering af transskription (TAD), også kendt som aktiveringsdomæne 1 (AD1), som aktiverer transskriptionsfaktorer. N-terminalen indeholder to komplementære transskriptionelle aktiveringsdomæner.

- 43/44-63: aktiveringsdomæne 2 (AD2) vigtigt for apoptotisk aktivitet, specifikt involveret i reguleringen af flere pro-apoptotiske gener.

- 63-92: prolinrigt domæne, der er vigtigt for den apoptotiske aktivitet af p53 ved nuklear eksport via MAPK.

- 102-292: DNA-bindende domæne (DBD), der indeholder et zinkatom og flere argininaminosyrer. Denne region er ansvarlig for binding af p53 co-repressoren LMO3 .

- 316-325: NLS-domæne, der mærker p53 til transport til cellekernen, (nuklear lokalisation signaling)
- 307-355: homo-oligomeriseringsdomæne (OD): Tetramerisering er essentiel for aktiviteten af p53

- 356-393: C-terminal involveret i nedregulering af DNA-binding af det centrale DBD-domæne.

## Mutationer
Mutationer i p53 medfører uregulerede cellefunktioner, ureguleret celledelinger, vækst, tumorgenese og metastaser.
Mutationer, der deaktiverer p53 i kræft, forekommer normalt i DBD. De fleste af disse mutationer ødelægger proteinets evne til at binde til DNA og forhindrer således den specifikke aktivering af gener. Som sådan er mutationer i DBD recessive og ensbetydende med tab af funktioner.
p53 med mutationer i OD dimeriseres med vildtype p53 og forhindrer aktivering af transskriptionen. Derfor har OD-mutationer en dominant negativ effekt på funktionen af p53.